# Collateral (miniserie televisiva)
Collateral è una miniserie televisiva del 2018, scritta e creata da David Hare e diretta da S. J. Clarkson, con protagonisti Carey Mulligan, John Simm e Billie Piper.
La miniserie è composta da quattro episodi, e la trama si svolge interamente a Londra nell'arco di quattro giorni.

## Trama
Kip Glaspie, da poco detective della sezione omicidi, con un passato di atleta olimpionica di salto con l'asta e maestra d'asilo, è al sesto mese di gravidanza quando le viene affidato il caso di un fattorino siriano brutalmente ucciso dopo la consegna di una pizza. Alla storia di Kip si intrecciano presto quelle di chi è coinvolto nella vicenda: un politico laburista, una sacerdotessa anglicana e un capitano dell'esercito britannico. Ben presto si capisce che dietro allo strano omicidio ci sono interessi ben più ampi legati al traffico di esseri umani.

## Promozione
Il primo trailer della miniserie è stato diffuso il 6 febbraio 2018.